# ريتشارد كيو
ريتشارد كيو (بالإنجليزية: Richard Keogh)‏ (مواليد 11 أغسطس 1986) هو لاعب كرة قدم. يلعب مع منتخب جمهورية أيرلندا لكرة القدم. سبق له أن لعب في بطولة أمم أوروبا لكرة القدم 2016 مع منتخب بلاده.

## روابط خارجية
- ريتشارد كيو على موقع الاتحاد الأوربي (الإنجليزية)
- ريتشارد كيو على موقع قاعدة بيانات كرة القدم.إي يو (الإنجليزية)
- ريتشارد كيو على موقع ناشيونال فوتبول تيمز (الإنجليزية)
- ريتشارد كيو على موقع Soccerbase.com (لاعب) (الإنجليزية)
- ريتشارد كيو على موقع Soccerway.com (الإنجليزية)
- ريتشارد كيو على موقع عالم كرة القدم.نت (الإنجليزية)
- ريتشارد كيو على موقع كووورة
- ريتشارد كيو على موقع AS.com (الإسبانية)
- ريتشارد كيو على موقع AS.com (الإسبانية)